# Durham Bulls
Durham Bulls är en professionell basebollklubb i Durham i North Carolina i USA. Klubben spelar i International League, en farmarliga på den högsta nivån (AAA) under Major League Baseball (MLB). Moderklubb är Tampa Bay Rays. Klubbens hemmaarena är Durham Bulls Athletic Park.

## Historia

### Carolina League (1980–1997)
Klubben grundades 1980 och spelade då i Carolina League, en farmarliga på den näst lägsta nivån (A). Det hade tidigare funnits klubbar med namnet Durham Bulls i staden, den första redan 1913, och dagens klubb ser sig som en fortsättning på de tidigare klubbarna. Man spelade sina hemmamatcher i Durham Athletic Park och moderklubb var Atlanta Braves.
Redan första säsongen gick Bulls till ligafinal, men där förlorade man mot Peninsula Pilots med 1–3 i matcher. Två år senare rönte man samma öde mot Alexandria Dukes (0–3 i matcher) och ytterligare två år senare hände samma sak igen, denna gång mot Lynchburg Mets (1–3 i matcher). Under resterande tid i Carolina League, till och med 1997, lyckades Bulls ta sig till final endast en gång – 1989, då man föll mot Prince William Cannons med 1–3 i matcher.
Sommaren 1988 släpptes filmen Bull Durham med Kevin Costner, Susan Sarandon och Tim Robbins i huvudrollerna. Filmen spelades delvis in i Bulls hemmaarena Durham Athletic Park och skildrar Durham Bulls spelare och supportrar. Filmen blev en stor framgång och gjorde klubben berömd, inte bara i USA. I filmen användes en bild av en tjur som frustade när någon i hemmalaget slog en homerun, en gimmick som klubben behöll.
1990 blev klubben den första någonsin på nivån A som lockat mer än 300 000 åskådare till sina hemmamatcher. Fem år senare flyttade klubben in i sin nya hemmaarena Durham Bulls Athletic Park.

### International League (1998–)

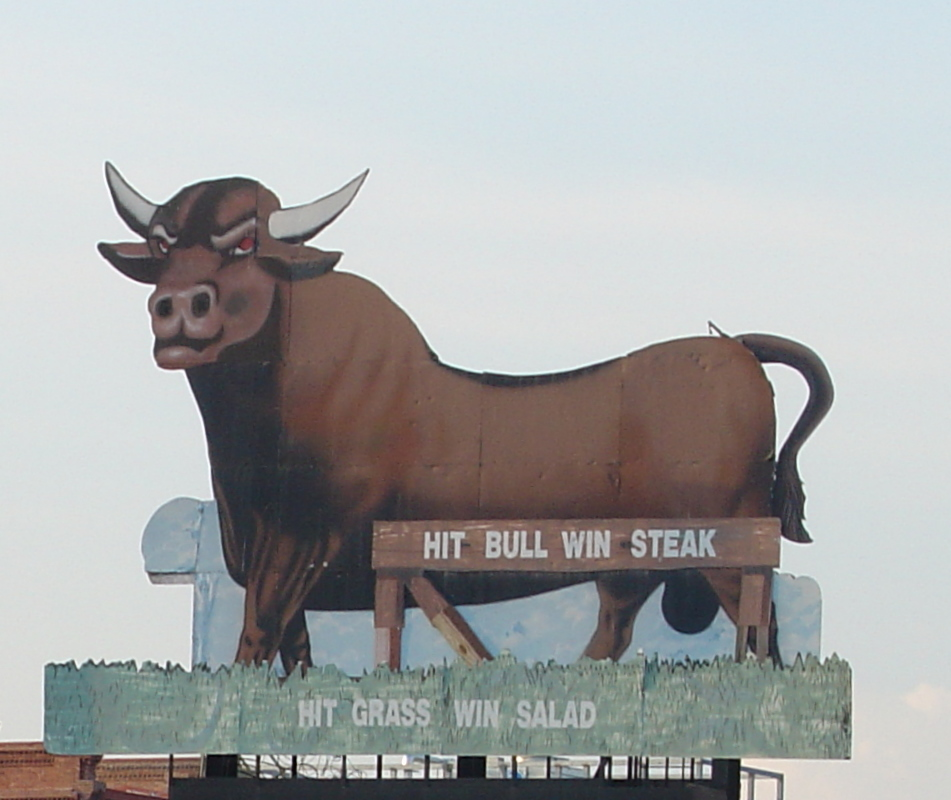
Bild av en tjur i klubbens hemmaarena.

1998 fick klubben en plats i International League, en farmarliga på den högsta nivån (AAA), och samtidigt bytte man moderklubb till Tampa Bay Devil Rays. Hemmaarenan byggdes ut så att publikkapaciteten blev 10 000 åskådare.
Redan första säsongen i den nya ligan gick man till final i kampen om ligamästerskapet Governors' Cup. Där förlorade man dock mot Buffalo Bisons med 2–3 i matcher. Året efter var det samma visa igen när man förlorade finalen mot Charlotte Knights med 1–3 i matcher.
2001 satte Bulls klubbrekord i publik både avseende en match (10 916) och en hel säsong (505 319). Året efter vann man ligan för första gången efter seger i finalen över Buffalo Bisons med 3–0 i matcher. 2003 såg man till att vinna ligan för andra året i rad då man finalbesegrade Pawtucket Red Sox med 3–0 i matcher. Det var första gången i ligans då 119-åriga historia som en klubb vunnit finalen med 3–0 i matcher två år i rad.
I april 2006 satte klubben nytt publikrekord för en match (11 060). I september året efter slogs rekordet när årets sista grundseriematch lockade 11 071 åskådare, och samtidigt slog man rekordet för en hel säsong med 520 952 åskådare. I slutspelet den säsongen gick man till final, där man dock föll mot Richmond Braves med 2–3 i matcher. 2008 förlorade Bulls för andra året i rad ligafinalen, denna gång mot Scranton/Wilkes-Barre Yankees med 1–3 i matcher. 2009 gick man dock hela vägen och vann Governors' Cup för tredje gången. I finalen fick man revansch mot Scranton/Wilkes-Barre, som besegrades med 3–0 i matcher. Tack vare detta kvalificerade man sig för Triple-A Baseball National Championship Game, där man ställdes mot mästarna i Pacific Coast League, Memphis Redbirds. Bulls vann matchen med 5–4 och korades till mästare i hela AAA.

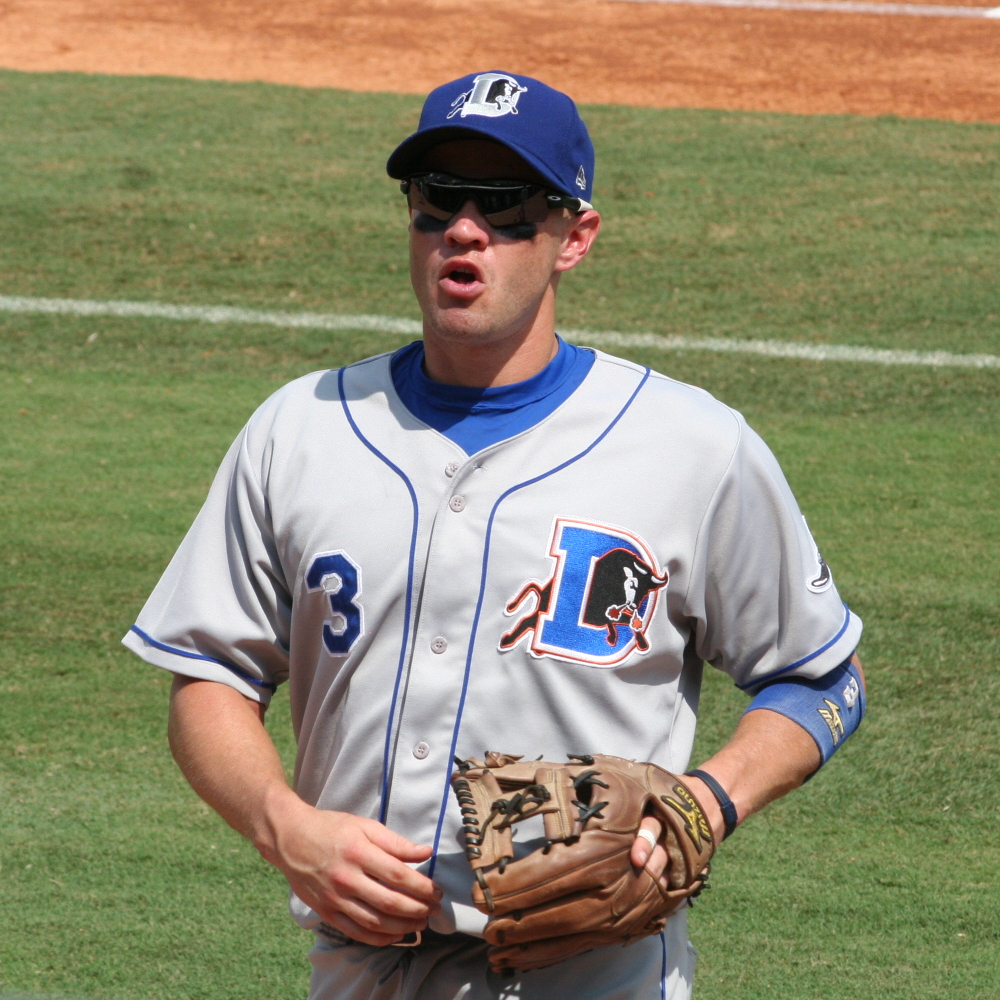
En spelare i Durham Bulls 2010.

I juli 2010 hade Bulls 11 674 åskådare under en hemmamatch, vilket var nytt klubbrekord. Samma år gick man återigen till final, där man föll mot Columbus Clippers med 1–3 i matcher. I juli 2013 slog man det gamla publikrekordet när 11 754 åskådare kom till en match i hemmaarenan. Det året vann Bulls ligan för fjärde gången efter finalseger över Pawtucket Red Sox med 3–1 i matcher. I Triple-A Baseball National Championship Game förlorade man dock mot Omaha Storm Chasers med 1–2.
Under 2014 års säsong slog Bulls klubbrekordet i totalt åskådarantal på hemmamatcherna med 533 033 åskådare och i juli året efter slog man rekordet för en match med 11 871 åskådare. 2015 satte man också ett nytt publikrekord totalt med 554 788 åskådare. I juli 2017 sattes återigen nytt klubbrekord när 11 897 åskådare trängde ihop sig i hemmaarenan. Samma säsong vann klubben för femte gången ligatiteln efter finalseger över Scranton/Wilkes-Barre RailRiders med 3–1 i matcher, och man vann även den efterföljande Triple-A National Championship Game mot Memphis Redbirds med 5–3. Det var andra gången som klubben blev AAA-mästare.